# Schlodbach
Der Schlodbach ist ein ca. 6,6 km langer, orografisch rechter Nebenfluss der Funne. Er ist namensgebend für das Landschaftsschutzgebiet Am Schlodbach (LSG-4211-0001).

## Verlauf
Der Schlodbach entspringt nördlich der Gemeinde Nordkirchen und fließt zunächst in nordwestlicher Richtung zwischen Nord- und Südkirchen. Nach ca. drei Kilometern macht er einen leichten Bogen und fließt in Richtung Südwesten weiter, bis er nach knapp 6,7 km nördlich von Selm in die Funne mündet.

## Ortschaften
Der Schlodbach fließt an folgenden Städten und Gemeinden vorbei:
- Südkirchen
- Nordkirchen
- Selm